# Duomo di Amelia
La cattedrale di Santa Fermina è il principale luogo di culto cattolico di Amelia, concattedrale della diocesi di Terni-Narni-Amelia. 
Nella cattedrale si trovano le reliquie dei patroni di Amelia, Fermina (o Firmina) ed Olimpiade.

## Storia
L'antica cattedrale di Amelia risale al IX secolo; quell'edificio fu gravemente danneggiato da un incendio o da un terremoto nel 1240 e ricostruito in stile romanico. In seguito fu sottoposto a lavori di restauro a causa dei gravi danni subiti da parte delle truppe di Federico II nel XIII secolo. 
Un incendio distrusse quasi completamente l'edificio nel 1629, fu quindi riedificato in forme barocche. 
La facciata è stata completata nel XIX secolo.
Dal 1986 la chiesa è qualificata come concattedrale, quando la diocesi di Amelia è stata unificata con la diocesi di Terni e Narni. L'ultimo vescovo della diocesi di Amelia è stato monsignor Vincenzo Lojali, deceduto il 14 marzo 1966.

## Descrizione

### Esterno

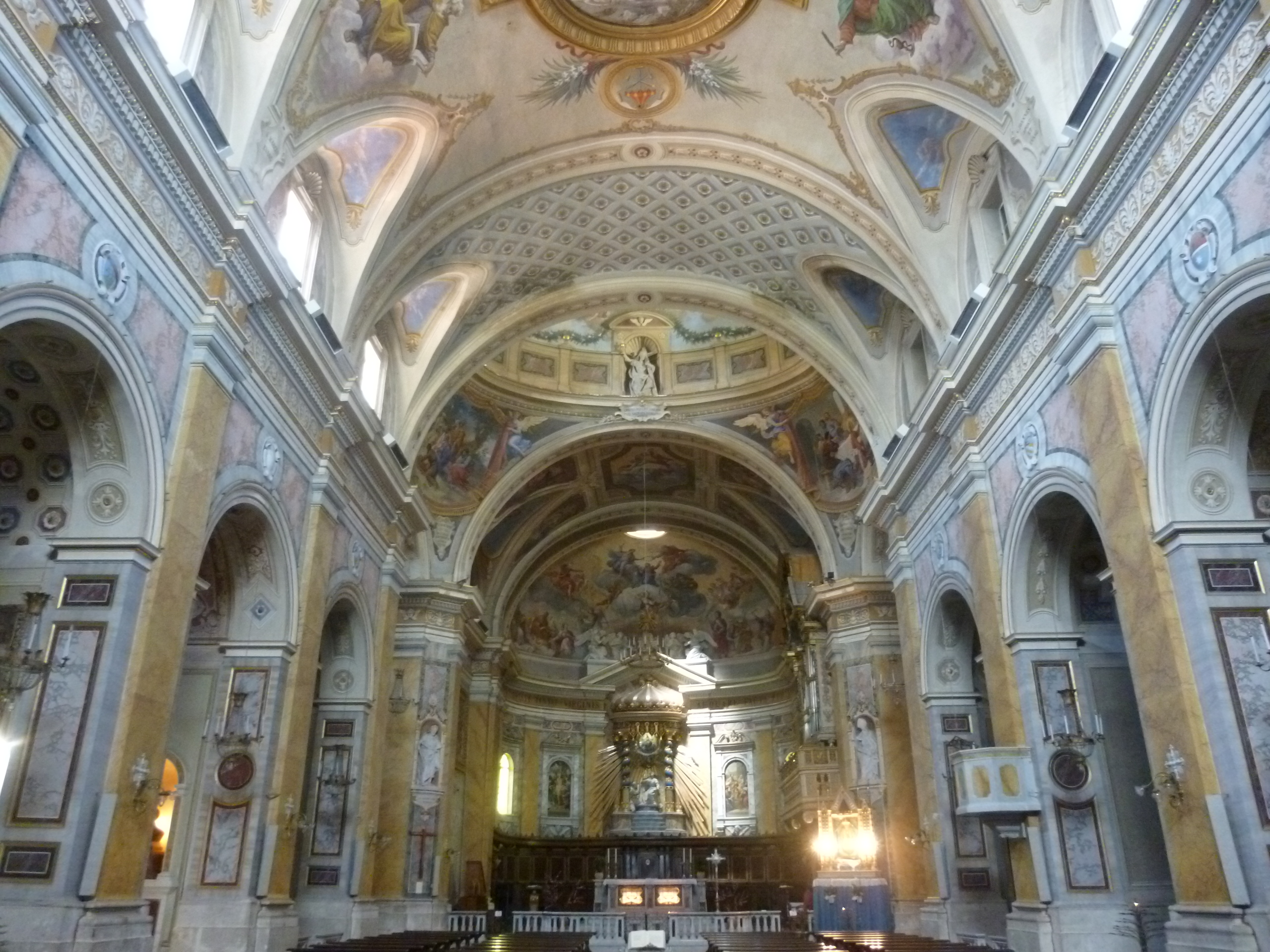
Veduta dell'interno.

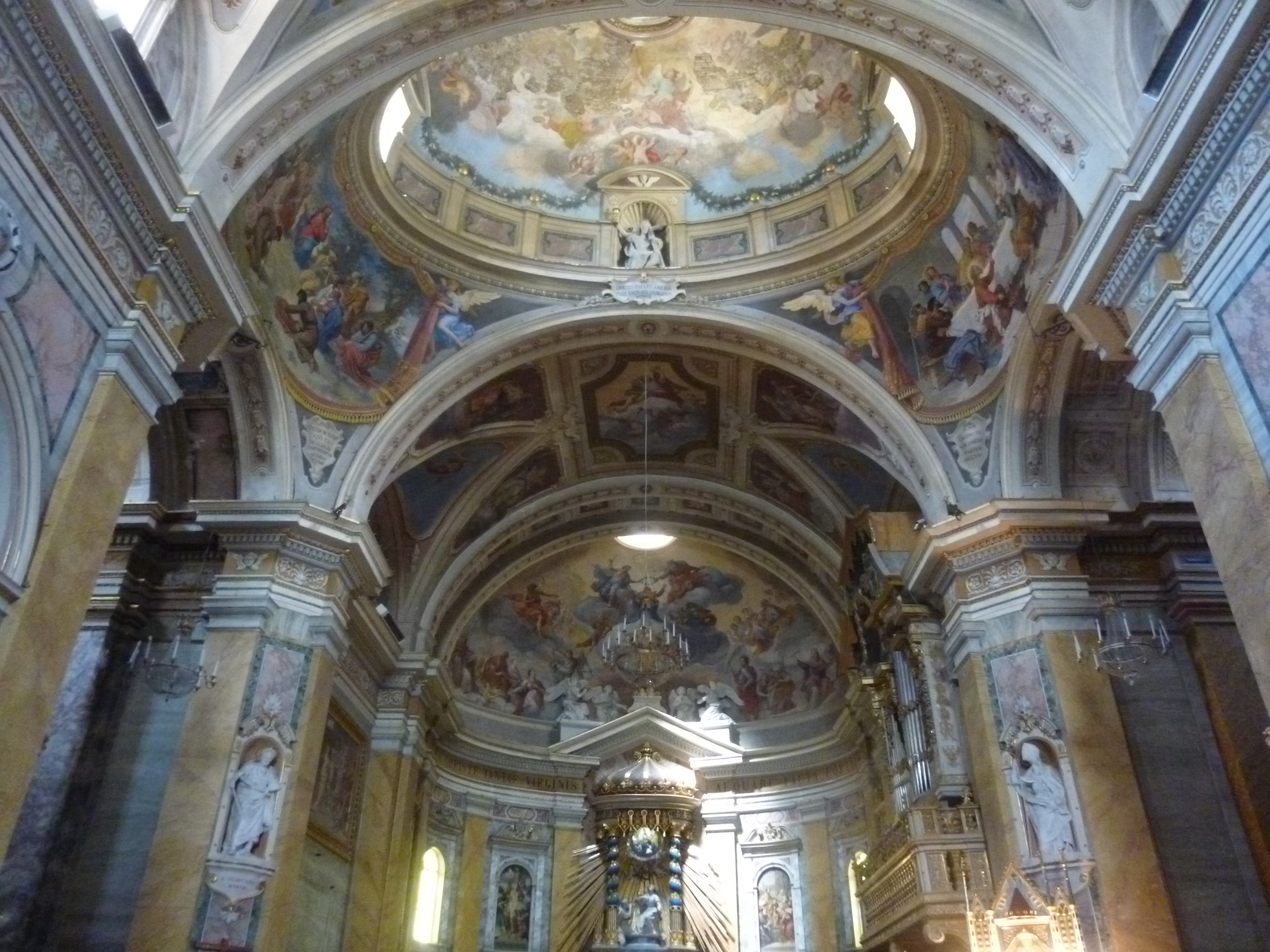
Il presbiterio con la cupola.

La cattedrale di santa Fermina sorge alla sommità del colle sul quale è costruito il centro storico di Amelia.
La facciata neoclassica, è a salienti con, al centro, il portale con timpano triangolare marmoreo. Più in alto, si apre un grande finestrone a lunetta. La facciata è coronata dal cornicione e dal timpano triangolare, idealmente sorretti da due coppie di lesene corinzie.
Alla sinistra della facciata, si eleva la torre campanaria a pianta dodecagonale, dell'XI secolo. Essa è caratterizzata, oltre che dalla sua forma, anche dall'assenza di copertura.

### Interno
L'interno della chiesa è a croce latina, con navata unica e profondo presbiterio absidato. Lungo la navata, coperta con volta a botte affrescata, si aprono cinque cappelle per lato. 
La seconda cappella a destra, della famiglia Farrattini, conserva nell’anticappella due trofei di guerra (stendardi che si ritengono essere stati sottratti ai turchi durante la famosa Battaglia di Lepanto nel 1571), mentre dietro l’altare è l'importante tavola giovanile di Federico Zuccari ritornata in loco nel 1990 dopo essere stata ritirata dalla famiglia nel 1881 ed essere stata infine ricomprata dalla Cassa di Risparmio di Terni e Narni. La tavola con la Madonna col Bambino e Santi, commissionata da Baldo Farrattini prima a Taddeo Zuccari, fu passata dal pittore oberato di impegni al fratello Federico, ed è databile tra 1569 e 1563. Ai lati si trovano il Monumento funebre di Bartolomeo II e quello di Baldo Farrattini, opere rispettivamente di Giovanni Antonio Dosio e di Ippolito Scalza.
La cattedrale custodisce altre importanti opere d'arte di Francesco Perini (Ultima cena, 1538), Niccolò Circignani, Agostino di Duccio (Tomba dei Geraldini, 1476), Antoniazzo Romano (Madonna con bambino, attr.) e di Luigi Fontana. 

### Organi a canne
Sulla parete destra del presbiterio, sopra la cantoria, si trova l'organo a canne principale costruito nel 1904 dalla ditta austriaca Rieger Orgelbau su progetto di Filippo Capocci, riutilizzando la cassa del precedente organo settecentesco. Lo strumento, originariamente a trasmissione pneumatica, è stato elettrificato nel 1973 da Leandro Buccolini che ha spostato la consolle dalla cantoria al presbiterio; l'organo è stato poi restaurato nel 1998 da Angelo Carbonetti e poi nel 2014, quando furono inserite nuove mutazioni, una mistura all'organo espressivo e ance sia alle due tastiere che al pedale. Questo intervento dell'organaro Pietro Corna di Bergamo ha ricostruito i nuovi registri attenendosi rigorosamente alle misure e alle leghe utilizzate dalla ditta Rieger all'epoca della costruzione dello strumento (1904). L'organo, a trasmissione elettrica, ha due tastiere di 56 note ciascuna ed una pedaliera dritta di 30 note.
Nella cattedrale si trova anche un organo positivo ad ala storico costruito nel 1927 dall'organaro Giulio Geraldini ed in seguito più volte restaurato. Lo strumento, a trasmissione meccanica diretta, ha un'unica tastiera di 45 note con prima ottava scavezza e non ha pedale.